# David F. Myers
David F. Myers (* 18. Juli 1938 in Ponca City, Oklahoma; † 11. November 2011 in Oklahoma City, Oklahoma) war ein US-amerikanischer Politiker der Republikanischen Partei.

## Leben
Nach dem Schulbesuch studierte Myers Chemieingenieurwesen an der Oklahoma State University und war danach als Chemieingenieur sowie als Berater von ConocoPhillips in seiner Heimatstadt tätig.
Nach seiner Pensionierung begann er seine politische Laufbahn, als er 2002 als Kandidat der Republikanischen Partei zum Mitglied des Senats von Oklahoma gewählt wurde und sowohl 2006 als auch 2010 ohne Gegenkandidaten bestätigt wurde, so dass seine dritte und letzte Amtszeit 2014 abgelaufen wäre. Zuletzt war er Vorsitzender des einflussreichen Ausschusses für Haushaltsmittel (Senate Appropriations Committee) und damit maßgeblich an den Haushaltsberatungen zwischen Senat, Repräsentantenhaus und den Gouverneuren Oklahomas beteiligt. Darüber hinaus war er mehrere Jahre Manager der Baseballmannschaft des Senats, die jährlich in einem Wohltätigkeitsspiel gegen das Team des Repräsentantenhauses antrat.
Myers, der an den Folgen einer Lungenentzündung verstarb sowie an Diabetes mellitus litt, wurde nach seinem Tod vom Senatspräsidenten pro tempore, Brian Bingman, sowie von Kris Steele, Speaker des Repräsentantenhauses, gewürdigt.